# Benue-kongoanski jezici
Benue-kongoanski jezici /Benue-Congo, jezici šire voltaško-kongoanske skupine koji se dalje granaju na 15 grana obuhvaćajući 961 jezik; po novijim podacima (975).
Benue-kongoanski jezici, najveći su ogranak jezične porodice Nigersko-kongoanskih jezika, u smislu broja govornika, broja jezika i široke zemljopisne rasprostranjenosti, koji se proteže od granice Benina i Nigerije preko Nigerije i Kameruna preko središnje Afrike do istočne Afrike. Uključuje sve zemlje središnje i južne Afrike. Ovo ogromno područje pokriva više od polovice nastanjenog terena kontinenta i predstavlja sličan postotak stanovništva, ukupno najmanje 500 milijuna. 900 jezika ogranka Benue-kongoanske skupine dalje je podijeljeno u 11 manjih nejednakih skupina. Jezici u prvih 10 od ovih 11 skupina govore se gotovo u potpunosti u Nigeriji.

## Podjela
A. Akpes jezici (1) Nigerija: akpes.
B. Ayere-Ahan jezici (1) Nigerija: àhàn. Po novijoj klasifikaciji u Defoid)
C. Bantoid jezici (681):
c1. Sjeverni bantoid jezici (18) Nigerija, Kamerun: 
Dakoid (4): dong, gaa, lamja-dengsa-tola, samba daka;
Fam (1): fam;
Mambiloid (13): kwanja, mambila (2 jezika, jedan u Kamerunu, jedan u Nigeriji), mbongno, mvanip, ndoola, ndunda, njerep, somyev, suga, twendi, vute, wawa.
c2: Južni bantoid jezici (659):
a. Beboid (14) Kamerun, Nigerija: abar, bebe, bukwen, cung, fang, kemezung, koshin, mashi, mbu', mundabli, naki, ncane, noone, nsari.
b. Ekoid (8) Nigerija: abanyom, efutop, ejagham, ekajuk, nde-nsele-nta, ndoe, nkem-nkum, nnam.
c. Jarawan (15): bada, bile, duguri, dulbu, gwa, jarawa, kulung, labir, lame, mama, mbonga, mbula-bwazza, nagumi, ngong, shiki.
d. Mamfe (3) Kamerun: denya, kendem, kenyang.
e. Mbam (13) Kamerun: bati, elip, leti, mbule, mmaala, nomaande, nubaca, nugunu, tuki, tunen, tuotomb, yambeta,  yangben.
f. Mbe jezici (1) Nigerija: mbe
g. Narrow Bantu (513):
g1. Centralni bantu jezici (337) Demokratska Republika Kongo, Tanzanija, Kongo, Angola, Kenija, Mozambik, Komori, Burundi, Ruanda, Bocvana, Lesoto, Uganda, Zambija, Namibija, Malavi, Zimbabve, Južnoafrička Republika, Esvatini, Sudan: Bembe (D.50) (2): bembe, buyu; Bira-Huku (D.30) (14): amba, bera, bhele, bila, bodo, budu, homa, kaiku, kango,  komo, mbo, ndaka, nyali, vanuma; Enya (D.10) (4): enya, lengola, mbole, mituku; Lega-Kalanga (D.20) (11): bali, beeke, hamba, holoholo, kanu, kwami, lega-mwenga, lega-shabunda, lika, songoora, zimba; Nyanga (D.40) (1): nyanga; Chaga (E.30) (7): gweno, kahe, machame, mochi, rombo, rwa, vunjo; Kikuyu-Kamba (E.20) (8): chuka, dhaiso, embu, gikuyu, kamba, meru, mwimbi-muthambi, tharaka; Kuria (E.10) (11): gusii, ikizu, ikoma, kabwa, kuria, ngurimi, sizaki, suba, temi, ware, zanaki; Nyika (E.40) (10): chonyi, digo, duruma, giryama, malakote, pokomo (2 jezika, gornji i donji), sagalla, segeju, taita; Nyilamba-Langi (F.30) (4): langi, mbugwe, nilamba, nyaturu; Sukuma-Nyamwezi (F.20) (6): bungu, kimbu, konongo, nyamwezi, sukuma, sumbwa; Tongwe (F.10) (6): bende, fipa, mambwe-lungu, pimbwe, rungwa, tongwe; Bena-Kinga (G.60) (9): bena, hehe, kinga, kisi, magoma, manda, pangwa, sangu, wanji; Gogo (G.10) (2): gogo, kagulu; Pogoro (G.50) (2): ndamba, pogolo; Shambala (G.20) (4): asu, bondei, shambala, taveta; Swahili (G.40) (8): komorski (4 jezika: mwali, ndzwani, ngazidja i komorski, makwe, mwani, swahili (2 jezika: kongoanski swahili i swahili); Zigula-Zaramo (G.30) (11): doe, kami, kutu, kwere, luguru, mushungulu, ngulu, sagala, vidunda, zaramo, zigula; Hungana (H.40) (1): hungana; Kongo (H.10) (10): beembe, doondo, kaamba, kongo (2 jezika: kongo, san salvador), kunyi, laari, suundi, vili, yombe; Mbundu (H.20) (4): bolo, mbundu, nsongo, sama; Yaka (H.30) (7): lonzo, mbangala, ngongo, pelende, sonde, suku, yaka; Haya-Jita (J.20) (9): haya, jita,  kara, kerewe, kwaya, nyambo, subi, talinga-bwisi, zinza; Konzo (J.40) (2): konjo, nande; Masaba-Luyia (J.30) (8): bukusu, idakho-isukha-tiriki, logooli, luyia, masaba, istočni nyala, nyole, nyore; Nyoro-Ganda (J.10) (12): chiga, ganda, gungu, gwere, hema, kenyi, nyankore, nyoro, ruli, singa, soga, tooro; Rwanda-Rundi (J.60) (6): ha, hangaza, rundi, rwanda, shubi, vinza; Shi-Havu (J.50) (8): fuliiru, havu, hunde, joba, kabwari, nyindu, shi, tembo; Chokwe-Luchazi (K.20) (9): chokwe, luchazi, luimbi, luvale, mbunda, mbwela, nkangala, nyemba, nyengo; Diriku (K.70) (1): diriku; Holu (K.10) (4): holu, kwese, phende, samba; Kwangwa (K.40) (6): kwangali, luyana, mashi, mbowe, mbukushu, simaa; Mbala (K.60) (1): mbala; Salampasu-Ndembo (K.30) (3): lunda, ruund, salampasu; Subia (K.50) (3): fwe, subiya, totela; Bwile (L.10) (1): bwile; Kaonde (L.40) (1): kaonde; Luba (L.30) (6): hemba, kanyok, luba-kasai, luba-katanga, lwalu, sanga; Nkoya (L.50) (1): nkoya; Songye (L.20) (5): bangubangu, binji, kete, luna, songe; Bemba (M.40) (3): aushi, bemba, taabwa; Bisa-Lamba (M.50) (3): lala-bisa, lamba, seba; Lenje-Tonga (M.60) (6): dombe, ila, lenje, sala, soli, tonga; Nyakyusa (M.30) (1): nyakyusa-ngonde; Nyika-Safwa (M.20) (6): malila, ndali, nyamwanga, nyiha, safwa, wanda; Nyika-Safwa (N.20) (1): lambya; Manda (N.10) (3): matengo, ngoni, tonga; Manda (N.12) (1): mpoto; Nyanja (N.30) (1): nyanja; Senga-Sena (N.40) (7):  barwe, kunda, nsenga, nyungwe, phimbi, sena (2 jezika: malavijski sena i sena); Tumbuka (N.20) (1): tumbuka; Makua (P.30) (16): chuwabu, kokola, koti, lolo, lomwe, maindo, makhuwa, makhuwa-marrevone, makhuwa-meetto, makhuwa-moniga, makhuwa-saka, makhuwa-shirima, manyawa, marenje, nathembo, takwane; Matumbi (P.10) (7): matumbi, mbunga, ndendeule, ndengereko, ngindo, nindi, rufiji; Yao (P.20) (6): machinga, makonde, mwera ili chimwera, mwera ili nyasa, ndonde hamba, yao; Herero (R.30) (2): herero, zemba; Ndonga (R.20) (5): kwambi, kwanyama, mbalanhu, ndonga, ngandyera; Južni Mbundu (R.10) (4): ndombe, nkhumbi, nyaneka, umbundu; Yeye (R.40) (1): yeyi; Chopi (S.60) (2): chopi, tonga; Nguni (S.40) (4): ndebele, swati, xhosa, zulu; Shona (S.10) (8): dema, kalanga, manyika, nambya, ndau, shona, tawara, tewe; Sotho-Tswana (S.30) (8): birwa, kgalagadi, lozi, ndebele, sotho (2 jezika: sjeverni i južni), tswana, tswapong; Tswa-Ronga (S.50) (3): ronga, tsonga, tswa; Venda (S.20) (1): venda; Neklasificirani (9): boguru, gbati-ri, isanzu, kari, mayeka, ngbee, ngbinda, nyanga-li, songo;
g2. Sjeverozapadni bantu jezici (174) Kamerun, Kongo, Ekvatorijalna Gvineja, Gabon, Srednjoafrička Republika, Demokratska Republika Kongo: Bafia (A.50) (5): bafia, dimbong, hijuk, lefa, tibea; Basaa (A.40) (4): bakoko, bankon, barombi, basaa; Bube-Benga (A.30) (5):  batanga, benga, bube, ngumbi, yasa; Duala (A.20) (7): bakole, bubia, duala, isu, malimba, mokpwe, wumboko; Kako (A.90) (3): kako, kwakum, pol; Lundu-Balong (A.10) (8): akoose, bafaw-balong, bakaka, bassossi, bonkeng, mbo, nkongho, oroko; Makaa-Njem (A.80) (13): bekwil, bomwali, byep,gyele, kol, koonzime, makaa, mpiemo, mpongmpong, ngumba, njyem, so, ukhwejo; Yaunde-Fang (A.70) (8): bebele, bebil, beti, bulu, eton, ewondo, fang, mengisa; Kele (B.20) (10): kélé, kota, mahongwe, mbangwe, ndasa, ngom, sake, seki, sighu, wumbvu; Mbere (B.60) (6): kaningi, mbere, ndumu, ngul, ombamba, yangho; Myene (B.10) (1): myene; Njebi (B.50) (4): duma, njebi, tsaangi, wandji; Sira (B.40) (7): barama, bwisi, lumbu, punu, sangu, sira, vumbu; Teke (B.70) (12): ibali (kiteke), ngungwel, tchitchege, teke-eboo, teke-fuumu, teke-kukuya, teke-laali, teke-nzikou, teke-tege, teke-tsaayi, teke-tyee, yaka; Tsogo (B.30) (5): bubi, kande, pinji, simba, tsogo; Yanzi (B.80) (6): boma, ding, mfinu, mpuono, tiene, yansi; Bangi-Ntomba (C.40) (27): babango, baloi, bamwe, bangala, bangi, boko, bolia, boloki, bolondo, bomboli, bomboma, bozaba, budza, dzando, libinza, likila, lingala, lobala, lusengo, mabaale, moi, ndobo, ndolo, ntomba, sakata, sengele, yamongeri; Bushong (C.90) (5): bushoong, dengese, lele, songomeno, wongo; Kele (C.60) (6): foma, kele, lombo, poke, so, mbesa; Mbosi (C.30) (6): akwa, koyo, likwala, likuba, mboko, mbosi; Mongo (C.70) (4): lalia, mongo-nkundu, ngando, ombo; Ngando (C.10) (2): ngando, yaka; Ngombe (C.50) (8): bwa, bwela, kango, ligenza, ngelima, ngombe, pagibete, tembo; Ngundi (C.20) (6): bomitaba, bongili, dibole, mbati, ngundi, pande; Tetela (C.80) (5): kela, kusu, nkutu, tetela, yela; Neklasificirani: molengue.
g3. Neklasificirani (2) Demokratska Republika Kongo: bemba, songa.
h. Ndemli (1) Kamerun: ndemli.
i. Tikar (1) Kamerun: tikar.
j. Tivoid (17) Kamerun, Nigerija: abon, ambo, balo, batu, bitare, caka, eman, esimbi, evant, iceve-maci, ipulo, iyive, manta, mesaka, osatu, otank, tiv.
k. Wide Grassfields (67) kamerun, Nigerija: 
k1. Menchum (1) befang;
k2. Narrow Grassfields (63): 
a. Fum.
b. Mbam-Nkam (35) Kamerun: Bamileke (11): fe'fe', ghomálá', kwa', medumba, mengaka, nda'nda', ngiemboon, ngomba, ngombale, ngwe, yemba; Ngemba (9): awing, bafut, bambili-bambui, bamukumbit, beba, kpati, mendankwe-nkwen, ngemba, pinyin; Nkambe (7): dzodinka, kwaja, limbum, mbe', mfumte, ndaktup, yamba; Nun (8): baba, bafanji, bamali, bambalang, bamenyam, bamun, bangolan, mungaka.
c. Momo (8): menka, meta', mundani, ngamambo, ngie, ngoshie, ngwo, njen.
d. Ring (17): aghem, babanki, bamunka, bum, isu, kenswei nsei, kom, kuk, kung, laimbue, lamnso', mmen, oku, vengo, weh, wushi, zhoa.
e. Neklasificirani (2): nde-gbite, viti.
k3. Zapadni Momo (3) Kamerun: ambele, atong, busam.
l. Neklasificirani (6) demokratska Republika Kongo, Kamerun: bikya, bishuo, borna, busuu, buya, moingi.
c3. Neklasificirani (4) Nigerija: áncá, buru, kwak, nshi.
D. Cross River jezici (67) Nigerija:
d1. Bendi (9): alege, bekwarra, bete-bendi, bokyi, bumaji, obanliku, putukwam, ubang, ukpe-bayobiri.
d2. Delta Cross (58) Nigerija:
Centralna Delta (8): Abua-Odual (2): abua, odual; Kugbo (1): kugbo; abureni; obulom; ogbia; ogbogolo; ogbronuagum.
Lower Cross (23) Nigerija: Ebughu (1): ebughu; Efai (1): efai; Efik (4): anaang, efik, ibibio, ukwa; Ekit (2): ekit, etebi; Enwang-Uda (2): enwan, uda; Ibino (1): ibino; Ibuoro (4): ibuoro, ito, itu mbon uzo, nkari; Ilue (1): ilue; Okobo (1): okobo; Usaghade (1): usaghade; eki; idere; obolo; Iko (1): iko; Oro (1): oro.
Ogoni (5) Nigerija: baan, eleme, gokana, khana, tee.
Upper Cross (22) Nigerija: agoi, agwagwune, bakpinka, doko-uyanga, kiong, kohumono, korop, kukele, legbo, lenyima, leyigha, lokaa, lubila, okam (mbembe, cross river), nkukoli, odut, olulumo-ikom, oring, ubaghara, ukpet-ehom, umon, uzekwe.
(:E. Dakoid jezici (1) Nigerija: dirim. Po novijoj klasifikaciji u Bantoid)
F. Defoid jezici (16; po novijem 17) Nigerija, Benin, Togo, Kuba: Akokoid (1): arigidi; Ayere-Ahan (1): ayere; Yoruboid (14): ede cabe, ede ica, ede idaca, ede ije, ede nago (3 jezika: kura, manigri-kambolé, ede nago),  ifè, igala, isekiri, lucumi, mokole, ulukwumi, yoruba.
G. Edoid jezici (33) Nigerija: Delta (3): degema, engenni, epie; Središnji sjever (15): edo, emai-iuleha-ora, enwan, esan, ghotuo, ibilo, igwe, ihievbe, ikpeshi, ivbie north-okpela-arhe, ososo, sasaru, uneme, uokha, yekhee; Sjeverozapadni (10): aduge, akuku, ehueun, idesa, iyayu, okpamheri, okpe, oloma, uhami, ukue; Jugozapadni (5): eruwa, isoko, okpe, urhobo, uvbie.
H. Idomoid jezici (9) Nigerija: Akweya (7): agatu, alago, eloyi, etulo, idoma, igede, yala; Yatye-Akpa (2): akpa, yace.
I. Igboid jezici (7) Nigerija: Ekpeye (1): ekpeye; Igbo (6): igbo, ika, ikwere, izi-ezaa-ikwo-mgbo, ogbah, ukwuani-aboh-ndoni.
J. Jukunoid jezici (20) Nigerija, Kamerun: Centralni (14): como karim, etkywan, hõne, jiba, jibu, jiru, jukun takum, kpan, tigon (mbembe), shoo-minda-nye, tita, wannu, wapan, wãpha; Yukuben-Kuteb (5): akum, beezen, kapya, kutep, yukuben; bete.
K. Kainji jezici (57) Nigerija: 
k1. Istočni (30): Amo (1): amo; Sjeverni Jos (27): bina, duguza, dungu, gamo-ningi, gbiri-niragu, gyem, iguta, izora, janji, jere, kaivi, kinuku, kono, kudu-camo, kurama, lemoro, lere, mala, ruma, sanga, shau, sheni, shuwa-zamani, surubu, tumi, vono, ziriya; Piti-Atsam (2): atsam, piti.
k2. Zapadni: Basa (4): basa, basa-gumna, basa-gurmana, bassa-kontagora; Baushi-Gurmana (2): bauchi, gurmana; Duka (4): c'lela, gwamhi-wuri, hun-saare, kag-fer-jiir-koor-ror-us-zuksun; Kainji Lake (2); laru, lopa; Kambari (6): baangi, cishingini, kakihum, tsikimba, tsishingini, tsuvadi; Kamuku (8): acipa (2 jezika: istočni i zapadni), cinda-regi-tiyal, fungwa, hungworo, pongu, rogo, shama-sambuga; Reshe (1); reshe.
L. Nupoid jezici (11) Nigerija: Ebira-Gade (2): ebira, gade; Nupe-Gbagyi (9): asu, dibo, gbagyi, gbari, gupa-abawa, kakanda, kami, kupa, nupe-nupe-tako.
M. Oko jezici (1) Nigerija: oko-eni-osayen.
N. Plateau jezici (53) Nigerija: Alumu (1): alumu-tesu; Berom (3): berom, eten, shall-zwall; Centralni (9): cara, firan, irigwe, izere, jju (ili kaje), ndun, nyeng, shakara, tyap; Hyam (1): hyam; Ninzo (6): bu, kamantan, kanufi, iako, ninzo, nungu; Sjeverni (6): doka, idon, iku-gora-ankwa, ikulu, kadara, kuturmi; Jugoistočni (3): horom, bo-rukul, fyam; Južni (2): lijili, tanjijili; Tarokoid (4): pe, sur,tarok, yangkam; Zapadni (16): ake, ashe, begbere-ejar, che, cori, eggon, hasha, idun, kagoma, kaningdon-nindem, ningye, numana-nunku-gbantu-numbu, shamang, vaghat-ya-bijim-legeri, yeskwa, zhire; Ayu (1): ayu; toro.
O. Ukaan jezici (1) Nigerija: ukaan.
P. Neklasificirani jezici (2) Nigerija: fali of baissa, ija-zuba.
Q Platoid jezici, Nigerija: Sambe

## Vanjske poveznice
- Ethnologue (14th)